# Erol Günaydın
Erol Günaydın (né le 16 avril 1933 à Akçaabat, dans la province de Trabzon, en Turquie) et mort le 15 octobre 2012 est un acteur turc.

## Filmographie partielle
- 2007 : L'Ange blanc de Mahsun Kirmizigül
- 2009 : 7 maris pour Hürmüz d'Ezel Akay (en)
- 2010 : En Mutlu Oldugum Yer de Kagan Erturan